# Tussenpersoon
Een tussenpersoon, verzekeringsagent, makelaar in assurantiën, intermediair of financieel adviseur is een bedrijf dat zich richt op het aanbieden van financiële diensten, zoals verzekeringen en hypotheken. De tussenpersoon zal doorgaans bemiddelen tussen de aanbieder en vrager. Een tussenpersoon kan een zeer breed scala aan financiële producten aanbieden (zoals verzekeringen, hypotheken, betaalrekeningen, spaarrekeningen, persoonlijke leningen en beleggingen).
Een tussenpersoon kan voor slechts één of een zeer groot aantal aanbieders bemiddelen. In sommige Europese landen (zoals Italië) is de eerste variant het meest gebruikelijk, in andere (zoals Nederland) komt de tweede variant het meest voor. In Italië was het tot voor kort wettelijk verboden dat een tussenpersoon voor meerdere aanbieders bemiddelde. In Europa verliezen de aan één aanbieder gebonden tussenpersonen snel terrein ten gunste van de directe verkoop en tussenpersonen met meerdere aanbieders.

## Verkoopkanalen
Een bank of verzekeraar kan ervoor kiezen de producten via derden (een tussenpersoon) of rechtstreeks direct writing aan te bieden. Bij verzekeringsconcerns komt het vaak voor dat de ene verzekeraar via tussenpersonen de producten aanbiedt en de andere verzekeraar rechtstreeks. Centraal Beheer en FBTO bieden de verzekeringen rechtstreeks aan. Avéro biedt de verzekeringen alleen via tussenpersonen aan. Bij de grotere banken is het gebruikelijk dat de producten zowel via tussenpersonen als rechtstreeks worden verkocht.
Een financieel aanbieder kan zowel direct writer als tussenpersoon zijn. Wanneer de bank een klant een hypotheek verkoopt dan is er sprake van direct writing. Wanneer de bank gelijk een opstalverzekering van een willekeurige verzekeringsmaatschappij aanbiedt dan treedt de bank op als tussenpersoon.

## Werkwijze
Een onafhankelijk tussenpersoon zal voor de klant op zoek gaan naar de verzekering of hypotheek die het best bij de klant past. Tijdens de looptijd van de verzekering of hypotheek blijft de tussenpersoon het aanspreekpunt voor de klant. Zo zal de tussenpersoon ook bij een schade de klant bijstaan.
Overigens wordt van tussenpersoon in het geval van hypotheekadvies vaak niet meer gesproken. Voorheen werd de adviseur door de bank betaald voor het advies en de bemiddeling van een hypotheek. Vanaf 01-01-2013 is het provisieverbod ingetreden en daarmee wordt de adviseur nu rechtstreeks beloond door de klant voor zijn werkzaamheden. De klant sluit hiervoor een overeenkomst van dienstverlening met een financieel adviseur. Deze treedt als deskundige en vertrouwenspersoon op richting diverse partijen zoals bank, verzekeringsmaatschappij, makelaar en notaris.

## Marktaandeel
Het marktaandeel van de tussenpersoon verschilt sterk van land tot land. Enkele voorbeelden:
- Verenigde Staten: (lopende verzekeringen) particuliere verzekeringen 36%, zakelijke verzekeringen 80%.[1]
- Nederland: nieuwe schadeverzekeringen 48%[2], nieuwe hypotheken 50%.

## Portefeuillerecht
Alle verzekeringen die de tussenpersoon heeft afgesloten vormen bij elkaar zijn portefeuille. Het portefeuillerecht beschermt deze portefeuille en geeft onder andere de tussenpersoon het recht om de premies te incasseren. Het portefeuillerecht verbiedt ook verzekeraars om een andere tussenpersoon aan te wijzen.

## Beloning
Tussenpersonen worden doorgaans beloond door de aanbieder in de vorm van provisie. De provisie is bij verzekeringen vaak een percentage van de premie of een percentage van het hypotheekbedrag. Per 01-01-2013 is provisie op financieel complexe producten bij wet verboden. Daaronder vallen leven- en beleggingsverzekeringen, hypotheken, overlijdensrisicoverzekeringen (wanneer deze samen met een hypotheek worden afgesloten), betalingsbeschermers, individuele arbeidsongeschiktheidsverzekeringen en uitvaartverzekeringen. Op 1 januari 2009 is het wettelijk verbod op bonusprovisie al ingegaan. Voor provisie op schadeverzekeringen zoals brand, motorrijtuigen, aansprakelijkheid, enz. bestaat geen wettelijk verbod. Het staat de tussenpersoon vrij om beloning in de vorm van provisie te blijven ontvangen of de schadeverzekeringen vrij van provisie aan te bieden. Veelal zal de tussenpersoon dan een vergoeding afspreken voor het afsluiten van de verzekeringen en voor zijn diensten bij schade.
Sinds ongeveer 2009 is rechtstreekse beloning in opmars. De tussenpersoon biedt de klant een offerte aan voor een financiële dienst of voor een service-abonnement en als deze wordt geaccepteerd is een overeenkomst gesloten. Deze beloning vervangt de provisie of wordt naast de provisie in rekening gebracht. Vanwege wettelijke transparantie kan de klant aan de tussenpersoon vragen welk provisiebedrag in de premie is verwerkt en zodoende vaststellen of de totale verdienste van de tussenpersoon in verhouding staat met de prestatie die geleverd moet worden.

## Nederland
In Nederland zijn circa 8.000 tussenpersonen actief, 50 serviceorganisaties en 331 gevolmachtigd agenten. Nederlandse tussenpersonen bemiddelen doorgaans voor meerdere financiële aanbieders. In enkele gevallen komt het voor dat een tussenpersoon voor slechts één aanbieder bemiddelt.

### Toezicht
Voorheen (tot 2006) stonden tussenpersonen nauwelijks onder wettelijk toezicht. De feitelijk leider van het bedrijf diende te beschikken over het assurantie B-diploma. Sinds 1 januari 2006 is de Wet financiële dienstverlening (WFD) van kracht. De WFD is per 1 januari 2007 opgegaan in de Wet op het financieel toezicht (WFT). In de WFD en WFT wordt vastgelegd waaraan financieel dienstverleners, waaronder tussenpersonen, moeten voldoen. Het (gedrag)toezicht op financieel dienstverleners wordt onderverdeeld in:
1. Deskundigheid
2. Betrouwbaarheid
3. Informatieverstrekking.

Deskundigheid 

De WFT schrijft voor dat de bestuurders van een tussenpersoon (degenen die het dagelijks beleid bepalen) deskundig moeten zijn op het gebied van bedrijfsvoering. Medewerkers van tussenpersonen die contact hebben met de klanten dienen inhoudelijk deskundig te zijn. De medewerker is inhoudelijk deskundig wanneer deze een examen, met wettelijk vastgelegde eindtermen, met goed gevolg heeft afgelegd. Een tussenpersoon kan er ook voor kiezen dat alleen feitelijk leider (de persoon die het verkoopproces inhoudelijk effectief kan sturen of beïnvloeden) voldoet aan de deskundigheidseisen. De feitelijk leider dient er dan zorgt voor te dragen dat de feitelijk leiders hun kennis overbrengen op de overige medewerkers. Wanneer zich relevante ontwikkelingen in de markt voordoen kan een aanvullende opleiding verplicht worden gesteld.
Betrouwbaarheid

De WFT bepaalt dat de tussenpersoon moet beschikken over de benodigde vergunningen van de Autoriteit Financiële Markten (AFM) en zich aan moet sluiten bij het Klachteninstituut Financiële Dienstverlening (KiFiD). De AFM en Kifid houden een openbaar register bij waarop gecontroleerd kan worden of aan de gestelde eisen is voldaan.
Overtredingen op de vergunningsplicht worden sinds 1 januari 2007 zwaar bestraft. De AFM legt een dwangsom op en publiceert de naam van de overtreder op de website en in de kranten.
De WFT bevat regels ten aanzien van de betrouwbaarheid van de beleidsbepalers en medewerkers. De betrouwbaarheid van de beleidsbepalers dient buiten twijfel te staan om een vergunning aan te kunnen vragen. De tussenpersoon is verantwoordelijk voor de integriteit van de medewerkers. De integriteit staat vast als de medewerker een verklaring omtrent het gedrag kan overleggen en hij niet failliet is verklaard.
Informatieverstrekking

De WFT bevat regels over een zorgvuldige informatieverstrekking. Het doel van de regels is dat de klant zodanig wordt geïnformeerd dat hij steeds een juiste afweging kan maken of het product voor hem geschikt is. Als hoofdregel geldt daarbij dat de klant, voorafgaande aan de overeenkomst, die informatie verkrijgt die nodig is voor een adequate beoordeling van die dienst of dat product. Overigens gelden de regels over informatieverstrekking niet voor de 'eenvoudige producten'. Eenvoudige producten zijn verzekeringen die geen inkomensverzekering zijn (een arbeidsongeschiktheidsverzekering en lijfrenteverzekering zijn inkomensverzekeringen) én geen beleggingselement hebben.
Naast de regels over het product dient de tussenpersoon ook informatie over zichzelf te verstrekken. Deze informatie wordt vaak samengevat in een dienstenwijzer. De verstrekte informatie bevat in ieder geval informatie over:
- Identiteit
  - Statutaire- en handelsnaam
  - Interne klachtenprocedure
  - Aard van de dienstverlening;
  - Inschrijvingsnummer van de AFM.
- Banden met verzekeraars:
  - Maakt de tussenpersoon een objectieve vergelijking van diverse producten van diverse aanbieders;
  - Heeft de tussenpersoon contractuele banden met één of meer verzekeraars.
- Wijze van beloning.

### Brancheorganisaties
Een tussenpersoon kan lid zijn van één of meer van de brancheorganisaties. De brancheorganisatie stelt strenge eisen aan de (aspirant)leden. Van een tussenpersoon die lid is van een brancheorganisatie kan daardoor een bepaalde kwaliteit worden verwacht. Een van de belangrijkste pijlers is de onafhankelijkheid. Een tussenpersoon mag geen productieafspraken maken met een verzekeraar of bank en garandeert dat hij een objectief en onafhankelijk advies geeft.
| Naam vereniging | Betekenis afkorting                                           | Aantal leden                                               | Soort dienstverlener                                           |
| --------------- | ------------------------------------------------------------- | ---------------------------------------------------------- | -------------------------------------------------------------- |
| Adfiz           | Adviseurs in Financiële Zekerheid                             | 1.100 (ca. 11% van totaal)                                 | Algemene tussenpersonen (diverse soorten financiële producten) |
| OvFD            | Organisatie van Financiële Dienstverleners                    | 800 (ca. 70% van totaal)                                   | Hypotheekadviseurs en koepelorganisaties                       |
| NVF             | Nederlandse Vereniging van Financieringsadviseurs             | ? (ca. 60% van totale financieringsomzet via intermediair) | Financieringsadviseurs                                         |
| NVGA            | Nederlandse Vereniging van Gevolmachtigde Assurantiebedrijven | 190 (ca. 85% van totaal)                                   | Gevolmachtigd agenten                                          |

### Certificering
In Nederland zijn een aantal organisaties die zich richten op het certificeren van personen. Een gecertificeerd persoon wordt opgenomen in het betreffende register en is gerechtigd een bepaalde titel te mogen dragen.
Om gecertificeerd te worden zal de persoon een examen met goed gevolg af moeten leggen. De vakkennis moet jaarlijks aantoonbaar, middels permanente educatie, worden bijgehouden. Vaak wordt jaarlijks een toets afgenomen. Er bestaan certificeringen voor:
| Soort adviseur          | Titel                                   | Instituut                                           |
| ----------------------- | --------------------------------------- | --------------------------------------------------- |
| Hypotheekadviseur       | Erkend Hypotheek Adviseur (SEH)         | Stichting Erkenningsregeling Hypotheekadviseurs     |
| Hypothecair Planner     | Erkend Hypothecair Planner (NVHP)       | Stichting Certificering Erkend Hypothecair Planners |
| Financieel Planner      | Gecertificeerd Financieel Planner (FFP) | Stichting Certificering FFP                         |
| Pensioenadviseur        | Registerpensioenadviseur (RPA)          | Stichting Assurantie Registratie                    |
| Makelaar in assurantiën | Registermakelaar in Assurantiën (RMiA)  | Stichting Assurantie Registratie                    |
| Verzekeringsadviseur    | Registeradviseur in Assurantiën (RAiA)  | Stichting Assurantie Registratie                    |

### Gevolmachtigd agent
Een gevolmachtigd agent of assuradeur is een tussenpersoon met de bevoegdheid van een verzekeraar of bank producten onder eigen naam te verkopen. Bij verzekeringen houdt dit in dat de tussenpersoon de volmacht krijgt bepaalde verzekeringen zelf te accepteren, een polis af te geven, premie te incasseren en schades te behandelen. Een gevolmachtigd agent zal de producten weer via een tussenpersoon aanbieden. Vaak is de aanbiedende tussenpersoon eigenaar van de gevolmachtigd agent, al komt het ook voor dat er geen enkele band is tussen de tussenpersoon en gevolmachtigd agent. Tussenpersonen richten vaak een gevolmachtigd agent op om meer omzet te genereren (voor de werkzaamheden ontvangt de gevolmachtigd agent uiteraard een vergoeding) en om de klanten beter van dienst te kunnen zijn (snelle afgifte van de polis, maatwerk, persoonlijke behandeling bij schade).